# Scopula fuscomarginata
Scopula fuscomarginata là một loài bướm đêm trong họ Geometridae.